# Charles de Butré
Charles Richard de Butré, né en mars 1725 à Pressac et mort en 1805 à Strasbourg, est un économiste français, membre de l'école des physiocrates.

## Biographie
Après une carrière militaire, le baron Charles Richard de Butré se passionne auprès de ses maîtres, François Quesnay et le marquis de Mirabeau, pour l'économie politique qui vient d'être fondée. Homme de l'ombre, il contribue à la rédaction de plusieurs textes majeurs de la physiocratie comme la Philosophie rurale ou économie générale et politique de l’agriculture.
En 1767-1768, Butré participe au voyage en Russie de Lemercier de La Rivière qui a été invité par l'impératrice Catherine II.
En 1776, Butré devient, sur la recommandation de Mirabeau, conseiller du margrave Charles-Frédéric de Bade, véritable "prince physiocrate". Il demeurera en fonction jusqu’à la Révolution française. 
Butré a été membre de la Société royale d'agriculture d'Orléans, puis secrétaire de la Société d'agriculture de Strasbourg. 

## Œuvres
- Avec Mirabeau et Quesnay : Philosophie rurale ou économie générale et politique de l’agriculture (1763-1766).
- Pain Économique et examen de la mouture et de la boulangerie, Michael Macklot, Karlsruhe, 1777.
- Lois naturelles de l’agriculture et de l’ordre social, Neuchâtel, Société typographique, 1781.